# Souhvězdí Mikroskopu
Mikroskop je jedno z 88 souhvězdí moderní astronomie, leží na jižní obloze. Souhvězdí zavedl Nicolas-Louis de Lacaille roku 1754. Pojmenoval ho podle vynálezu, který koncem 16. století způsobil obrovský pokrok ve vědě, protože vědci mohli poznávat přírodu ve velmi malých rozměrech.

## Hvězdy
| Hvězda | Jméno | Hvězdná velikost |
| ------ | ----- | ---------------- |
| γ Mic  | γ Mic | 4,68m            |
| α Mic  | α Mic | 4,89m            |

Mikroskop je souhvězdí mimořádně chudé na jasné hvězdy a objekty. Nejjasnější hvězda Gama Microscopii dosahuje hvězdné velikosti jen 4,68. Tato hvězda původně patřila do souhvězdí Jižní ryby jako 1 Piscis Austrini. Alfa Microscopii má jasnost jen 4,88 magnitud. Má optického průvodce desáté magnitudy ve vzdálenosti 10,5″. Jasnější složky má spektrální typ G8, a proto je zbarvená dožluta. Jasnost ostatních hvězd přesahuje pátou magnitudu anebo se k ní blíží. Theta Mic je trojhvězda. U těsného páru hvězd se vzdáleností jen 0,5″ se nachází třetí složka vzdálená 78,4″. Hvězdy jasnějšího páru mají magnitudy 6,4 a 7,0, jejich slabší společník přibližně 10,5.

## Objekty
Souhvězdí je bez jasných zajímavých objektů. Lze v něm nalézt jen několik slabých galaxií, z nichž nejjasnější je spirálová galaxie NGC 6925. Severozápadně od ní leží další spirální galaxie NGC 6923, ta je však téměř o magnitudu slabší (jasnost 12,1 mag).

## Poloha
Mikroskop patří mezi nejnezřetelnější a nejnenápadnější souhvězdí vůbec. V našich zeměpisných šířkách Česka nevychází celé nad obzor. V jižnějších zeměpisných šířkách je možné (s problémy) ji najít přímo pod Kozorohem. Na východě sousedí s Jižní rybou, na západě s poměrně výrazným obrazcem Střelce.